# Lone Runner - Lo scrigno dei mille diamanti
Lone Runner - Lo scrigno dei mille diamanti (Lone Runner) è un film del 1986 diretto da Ruggero Deodato.

## Trama
La figlia di Mr. Summerking è stata rapita e il leggendario eroe del deserto Garrett viene in suo soccorso. Garrett dimostra di essere un eroe inarrestabile con capacità di combattimento illimitate e usa i suoi poteri per combattere coloro che farebbero del male agli innocenti e fa tutto il possibile per loro.